# Maria Angela Truszkowska

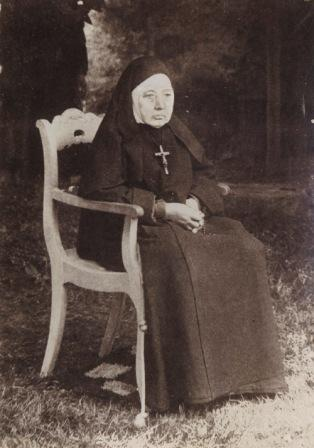
Selige Maria Angela Truszkowska

Maria Angela (Sofia Camilla) Truszkowska (* 16. Mai 1825 in Kalisz, Polen; † 10. Oktober 1899 in Krakau, Polen) war eine Ordensschwester der Römisch-katholischen Kirche und Ordensgründerin der Schwestern vom hl. Felix von Cantalice.

## Leben
Sofia Camilla Truszkowska war die älteste Tochter des Ehepaares Josef Truszkowski und Josefa Rudzinska. Ihr Vater stammte aus einer vornehmen Familie und war Jurist. Ihr Taufname wurde mit der Taufe am 1. Januar 1826 auf Sofia Camilla festgelegt. (Als Ordensschwester wählte sie später den Namen Maria Angela.) Im Jahr 1837 verlegte die Familie ihren Wohnsitz nach Warschau und Sofia besuchte die bekannte Akademie von Madame Guerin. Ihr Lehrer Jachowicz übte auf ihre Selbstlosigkeit weiteren Einfluss aus. Als sie mit 16 Jahren an Tuberkulose erkrankte, verbrachte sie einen einjährigen Kuraufenthalt in der Schweiz. Nach ihrer Rückkehr wuchs in ihr der Gedanke, der Ordensgemeinschaft der Visitantinnen beizutreten. Die Krankheit ihres Vaters verhinderte diesen Schritt und sie fuhr 1849 mit ihrem Vater nach Salzbrunn. Während eines Besuchs im Kölner Dom kam sie im stillen Gebet zum Entschluss, sich nicht den Schwestern anzuschließen. In Warschau pflegte sie weiterhin ihren Vater und verbrachte viel Zeit mit Besuchen bei Kranken und Armen. Seit 1854 unterstützte sie die Vinzentinerinnen, mietete eine Wohnung und gab Waisenkindern eine Unterkunft.

## Leben in der Ordensgemeinschaft
1855 trat sie den Franziskaner-Terzianerinnen bei und führte den Namen Angela. Seit dieser Zeit stand sie in einer engen seelischen Verbindung zu ihrem geistlichen Vater Honorat Koźmiński (1829–1916). Sie zog mit ihrer Cousine Klothilde in ein von ihr errichtetes Heim und betreute verlassene Kinder. Am 21. November 1855 entschlossen sich die beiden Frauen, ihr Leben in den Dienst Gottes zu stellen, dieser Tag gilt auch als der Gründungstag der neuen Kongregation. 1856 folgte als dritte Kandidatin Schwester Kunigunde. Mit Hilfe des Kapuzinerprovinzials, Pater Benjamin Szymanski erhielt die Gemeinschaft die kirchliche Approbation. Zur ersten Superiorin wurde Mutter Kunigunde gewählt, während Mutter Angela als Novizenmeisterin fungierte. Am 10. April 1857 legten insgesamt 10 Ordensschwestern ein eigenes Ordensgewand an und konstituierten ihre Ordensgemeinschaft. Da alle Schwestern ihrem Ordensnamen als ersten Namen den der Muttergottes Maria anfügten, hieß sie nun Maria Angela, wurde aber nur „Mutter Angela“ gerufen.

### Generaloberin
Die neue Ordensgemeinschaft gab sich später den Namen „Schwestern vom hl. Felix von Cantalice“, welches ihnen die Bezeichnung „Felizianerinnen“ einbrachte. 1860 teilte sich der Frauenorden in einen aktiven und einen kontemplativen Zweig. Mutter Angela wurde zur Generaloberin beider Zweige gewählt und 1864 und 1868 in ihrem Amt bestätigt. Am 16. Dezember 1864 wurde die Ordensgemeinschaft durch die russische Regierung in Polen verboten. Die Schwestern flüchteten nach Krakau, in den zu Österreich gehörenden Teil Polens. Mutter Angela fand vorübergehend als Klausurschwester bei den Bernhardinerinnen Unterkunft. Am 17. Mai 1866 kam sie wiederum nach Krakau und legte 1868, nach ihrer erneuten Wahl zur Generaloberin, das ewige Ordensgelübde ab.

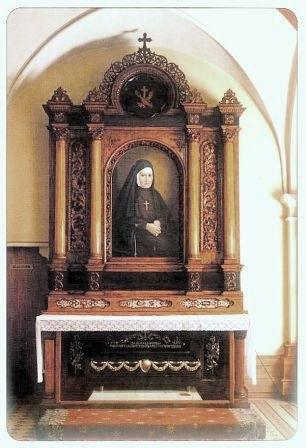
Reliquienschrein der sel. Maria Angela Truszkowska

## Krankheit, Tod und Seligsprechung
1869 legte sie aus Gesundheitsgründen alle Verpflichtungen nieder. Im Alter von 44 Jahren führte ihre Krankheit zur Taubheit, von nun an lebte sie in Krakau 30 Jahre in völliger Abgeschiedenheit. Ein aufkommender Magenkrebs führte sie in den Jahren 1872–1874 immer tiefer in körperliche und psychische Leiden. Drei Monate vor ihrem Tod konnte sie 1899 noch die päpstliche Approbation der Schwestern vom hl. Felix von Cantalice miterleben. Mutter Angela starb am 10. Oktober 1899 in Krakau und wurde in der Kirche der Felizianerinnen in Krakau beigesetzt. Schon kurz darauf begann in ganz Polen die Verehrung von Mutter Angela und der Ruf zur Heiligsprechung wurde laut. Am 18. April 1993 wurde Maria Angela Truszkowska von Papst Johannes Paul II. seliggesprochen, ihr Gedenktag wurde auf den 10. Oktober festgelegt.